# Laura Nunnink
Laura Nunnink (Eindhoven, 26 januari 1995) is een Nederlands hockeyster die tweevoudig Olympisch kampioen met 197 interlands en is sinds het seizoen 2020-2021 uitkomt voor HC Den Bosch. Eerder speelde ze voor Oranje-Rood uit Eindhoven.  

## Debuutjaren
Nunnink speelt sinds haar achtste jaar bij Oranje Zwart/Oranje-Rood. Ze debuteerde, als net achttienjarige, op 4 februari 2013 bij de Nederlandse hockeyploeg in een wedstrijd tegen Zuid-Afrika (2–2 gelijk). Bondscoach Max Caldas liet Nunnink debuteren. In hetzelfde jaar werd Nunnink geselecteerd voor het wereldkampioenschap junioren in Mönchengladbach. Nunnink speelde alle wedstrijden en de werd uiteindelijk wereldkampioen.
Bij het EK onder 21 jaar in 2014, in het Belgische Waterloo, behaalde Nunnink met Oranje de Europese titel en werd ze tevens speelster van het toernooi. In 2015 werd ze als vervangster voor de geblesseerde Jacky Schoenaker opgeroepen voor het "grote" Oranje voor het Europees kampioenschap in Engeland. Nederland wist de finale te behalen. In de finale werd er 2-2 gespeeld tegen de Engelse hockeyploeg en zou de wedstrijd besloten worden in shoot-outs. Engeland won met 3-1 en dit betekende de eerste kampioenschapsmedaille voor Nunnink op een groot toernooi.
In 2014 ontving Nunnink het Gouden Stickje als grootste talent in de hoofdklasse Dames.                                                
Laura Nunnink ging tijdens de Olympische Zomerspelen 2016 mee naar Rio de Janeiro als reserve. Nunnink werd niet als reserve ingezet en kon het toernooi volgen vanaf de zijlijn. Zo deed Nunnink ervaring op. In de finale verloor Nederland weer in shoot-outs van Groot-Britanië en won zo het zilver.
Voor het Europees kampioenschap hockey 2017 in eigen huis; Amstelveen, werd Nunnink wel geselecteerd. Alle wedstrijden werden gewonnen en Nederland kreeg slechts een doelpunt tegen. In de Finale werd er met 3-0 van België gewonnen en zo werd Nederland Europees kampioen. In het najaar van 2017 werd de Hockey World Leauge gewonnen.

## (Aanloop) Wereldkampioenschap 2018
In de tweede seizoenshelft loopt Nunnink een hamstringblesure op. Hierdoor is het nog maar de vraag of Nunnink optijd fit is om het Wereldkampioenschap hockey te halen. Maar dan komt het verlossende telefoontje van de bondscoach Alyson Annan dat Nunnink in de selectie zit en naar het Wereldkampioenschap mag. Hierop reageert nunnink: 'Ik ben superblij met het vertrouwen van de bondscoach en kijk onwijs uit naar het WK'. Nunnink keert terug naar het Lee Valley Hockey Stadium waar tijdens het Europees kampioenschap hockey 2015 het zilver werd gewonnen. Met nog anderhalve week te gaan totdat Wereldkampioenschap begint staan er nog twee oefenwedstrijden gepland tegen Duitsland en Argentinië, waardoor Nunnink nog de tijd om zich voor te bereiden voor het Wereldkampioenschap.
In de groepsfase wint Nederland alle drie de groepswedstrijden met een doelsaldo van 26 doelpunten voor en 2 tegen, waardoor het zich direct weet te plaatsen voor de kwartfinales en hierdoor een ronde overslaat. In de kwartfinale staat gastland Engeland te wachten die met 2-0 wordt verslagen. En zo gaat Nederland door naar de halve finales. In de halve finale speelt Nederland tegenover Australië. Kelly Jonker maakt de 1-0. Lang staat Nederland voor tot dat Georgina Morgan de gelijkmaker maakt. De stand blijft 1-1. Het komt aan op shoot-outs. Nunnink wordt niet geselecteerd om er een te nemen. Uiteindelijk wint Nederland de shoot-outs met 3-1 en gaat naar de finale. In de finale staat Nederland tegenover Ierland die nog nooit een WK-finale heeft gespeeld. Nederland wint met een historische 6-0 zege en wordt voor de tweede keer op rij Wereldkampioen.
In het najaar wint Nunnink met Nederland de Champions Trophy vrouwen 2018.

## Nunnink als vaste waarde in Oranje
In 2019 het wordt er een nieuwe competitie opgezet; Hockey Pro League. Dit is een opvolger van de Champions Trophy en de Hockey World League. De eerste twee wedstrijden wordt Nunnink door de bondscoach Alyson Annan niet geselecteerd om wedstrijden te spelen. Dit is omdat de bondscoach wil experimenteren met jonge talenten. Na deze twee wedstrijden speelt Nunnink alle wedstrijden in de Hockey Pro League 2019. Tijdens de finale ronde weet Nederland dit eerste toernooi te winnen.
Niet veel later volgt het Europees kampioenschap 2019. Laurna Nunnink is voor dit toernooi weer geselecteerd. Het toernooi wordt gespeeld in het Belgische Antwerpen. De openingswedstrijd wordt gespeelt tegen het gastland België. Deze wedstrijd speelt Nederland gelijk en ook de daarop volgende wedstrijd tegen Spanje wordt een resultaat van 1-1 behaald. Met 14-0 weet Oranje te winnen van Rusland. Maar dat blijkt niet voldoende om groepswinaar te worden. In de halve finale staat Engeland te wachten. Met 8-0 wordt Engeland verslagen en Nederland gaat naar de finale. De winaar van het Europees kampioenschap dwingt directe kwalificatie af voor de Olympische Zomerspelen 2020. Nederland staat tegenover Duitsland. En wint! Nederland is Europees kampioen en plaatst zich voor de Olympische spelen 2020 voor komende zomer. Niemand is zeker van een plek in de Olympische ploeg, dus Nunnink wacht af voor de Olympische startplaats.

## De Coronajaren en de overstap naar HC Den Bosch
In het Olympisch seizoen waarin de Nederlandse vrouwen zich in aanloop naar dit toernooi voorbereiden op de Olympische Zomerspelen 2020 speelt Nederland in de Hockey Pro League 2020. Nederland gaat naar China, Changzhou voor de eerste twee wedstrijden gespeeld. De eerste wedstrijd wordt met 3-0 gewonnen en de wedstrijd daarom met 2-4, waarin Nunnink haar eerste interlanddoelpunt maakt voor Nederland. Daarna worden er nog wedstrijden gespeelt tegen de Verenigde Staten en Argentinië. Vlak daarna breekt de Coronapandemie uit. Door de reisbeperikingen is het niet mogelijk om wedstrijden te spelen. Overgins is het niet verantwoord. Hierdoor wordt het seizoen uitgesteld. Niet veel later volgt dat de Olympische spelen 2020 met een jaar worden uitgesteld. In het najaar werden de wedstrijden weer opgepakt.
Bij de club Oranje-Rood maakt Nunnink, het boegbeeld van Oranje-Rood, de overstap naar HC Den Bosch en tekent voor twee jaar. Eerder zij Nunnink om Oranje-Rood niet in te ruilen voor een hockeyclub die mee speelt om de prijzen.
In het najaar van 2020 speelt Nunnink met de Nederlandse ploeg nog enkele wedstrijden voor de Hockey Pro League 2020, die na de eerste seizoenshelft weer wordt opgestart. Uiteindelijk weet de ploeg de Hockey Pro League 2020 te winnen. Bij de club HC Den Bosch staat Nunnink in de eerste hoofdklasse finale van haar carrière. De ploeg weet deze prijs te winnen en weet ook de Euro Hockey League 2021 te pakken. Voor het Europees kampioenschap 2021 wordt Nunnink gesleceteerd. Dit is geen zekerheid voor deelname aan de Olympische Zomerspelen 2020 omdat de bondscoach Alyson Annan daar nog niet uit is en het Europees kampioenschap 2021 wil gebruiken om daarna de defenitieve selectie bekent te maken. Het EK is in Amstelveen, waarbij er publiek op de tribunes aanwezig is. Nederland weet alle wedstrijden overtuigent te winnen en wordt zo de terrechte Europees kampioen. Niet veel later volgt het bericht dat Nunnink is geselecteerd voor de Olympische Zomerspelen 2020.

## Tokio 2020
De Nederlandse hockeyploeg reist af naar Tokio, waar de wedstrijden in het Oi Hockey Stadium zullen gespeeld worden. Jammer genoeg zullen er door de Coronapandemie geen toeschouwers aanwezig zijn. Nunnink weet geen positieve PCR-test af te leggen, overgens niemand van de Nederlandse ploeg, en dat betekent dat Nunnink de eerste wedstrijd tegen India start. In deze wedstrijd tegen India start Nunnink in de basis. Deze wedstrijd wordt met 5-1 gewonnen en dit is de eerste overwinning op dit toernooi. Behalve tegen Ierland en Groot-Britanië start Nunnink in de groepsfasewedstrijden. Met vijf van de vijf overwinningen gaat Nederland door naar de kwartfinale. In de kwartfinale wordt Nieuw-Zeeland met 3-0 verslagen. Net als in de groepsfase speelt Nederland nu opnieuw tegen Groot-Britanië. In de groepsfase werd er met 1-0 gewonnen en Groot-Britanië is de titel verdediger doordat ze in Rio de Janeiro tijdens de Olympische Zomerspelen 2016 Olympisch kampioen werden. De wedstrijd komt langzamer hand op gang en na de eerste twee kwarten staat de ploeg met 2-0 voor. Uiteindelijk weet de ploeg te winnen de finale te behalen. Dit betekent dat Nunnink sowizo met een Olympische medaille zal thuis komen. 
Op vrijdag 6 augustus 2021 is hij dan, de Olympische finale. De Argentijnse hockey dames zullen de strijdt aangaan. Nunnink start niet in de basis. Nederland weet na de eerste helft al de wedstrijd te beslissen en dat betekent dat ze Olympisch kampioen zijn, Nunnink heeft Olympisch goud. Tijdens de spelen is er geen Holland Heineken House vanwege de maatregelen. Hierdoor is er op het strand van Scheveningen een huldiging georganiseert voor de Nederlandse medaillewinaars. Na thuiskomst wordt Laura Nunnink benoemd tot Ridder in de Orde van Oranje Nassau. 

## Spelend als Olympisch kampioen
Nadat de Olympische spelen zijn afgelopen begent Nunnink weer met spelen bij de club HC Den Bosch. 

## Parijs 2024
In Parijs prolongeerde Nunnink de Olympische titel.
Na de huldiging bij de Koning en Koningin krijgt Nunnink een onderscheiding en wordt benoemd tot; lid van verdienste van de KNHB.

## Erelijst

### HC Den Bosch dames
Hoofdklasse 2020/21
 Euro Hockey League 2021
 Hoofdklasse 2021/22
 Euro Hockey League 2022
 Euro Hockey League 2023
 Hoofdklasse 2023/24

### Oranje dames
Wereldkampioenschap hockey voor junioren 2013 in Mönchengladbach (Duitsland)
 Europees kampioenschap hockey voor junioren 2014 in Waterloo (België)
 Europees kampioenschap hockey 2015 in Londen (Engeland)
 Europees kampioenschap hockey 2017 in Amstelveen (Nederland)
 Hockey World League 2017 in Auckland (Nieuw-Zeeland)
 Wereldkampioenschap hockey 2018 in Londen (Engeland)
 Champions Trophy 2018 in Changzhou (China)
 Hockey Pro League 2019 in Amstelveen (Nederland)
 Europees kampioenschap 2019 in Antwerpen (België)
 Europees kampioenschap 2021 in Amstelveen (Nederland)
 Hockey Pro League 2020
 Olympische Spelen 2020 (2021) in Tokio (Japan)
 Hockey Pro League 2021/22
 Wereldkampioenschap 2022 in Amstelveen (Nederland) en Terrassa (Spanje)
 Hockey Pro League 2022/23
 Europees Kampioenschap 2023 in Mönchengladbach (Duitsland)
 Hockey Pro League 2023/24
 Olympische spelen 2024 in Parijs (Frankrijk)

## Onderscheidingen
- Speelster van toernooi Europees kampioenschap hockey voor junioren 2014
- Gouden Stickje als grootste talent in de hoofdklasse Dames: 2014
- Ridder in de Orde van Oranje-Nassau: 2021
- Eindhoven sportpenning: 2021
- Lid van verdienste van de KNHB: 2024

{{Navigatie
| naam = Navigatie selectie hockeyploeg vrouwen 2015 Europees kampioenschap
| titel = 0 Nederlandse hockeyselectie vrouwen – EK 2015 - 2e plaats 0
| afb_links = 
| afb_rechts = 
| inhoud = 
1: Joyce Sombroek (GK) ·
3: Xan de Waard ·
7: Willemijn Bos ·
8: Marloes Keetels ·
9: Carlien Dirkse van den Heuvel ·
10: Kelly Jonker ·
11: Maria Verschoor ·
12: Lidewij Welten ·
13: Caia van Maasakker ·
17: Maartje Paumen (C) ·
18: Naomi van As · 19: Ellen Hoog · 20: Laura Nunnink · 23: Margot van Geffen · 24: Eva de Goede · 28: Ginella Zerbo · 30: Anne Veenendaal (GK) · 29: Valerie Magis · Coach: Sjoerd Marijne

}}
{{Navigatie
| naam = Navigatie selectie hockeyploeg vrouwen 2017 Europees kampioenschap
| titel = 0 Nederlandse hockeyselectie vrouwen – EK 2017 - 1e plaats 0
| afb_links = 
| afb_rechts = 
| inhoud = 
1: Anne Veenendaal (GK) ·
4: Kitty van Male ·
5: Malou Pheninckx ·
6: Laurien Leurink ·
7: Xan de Waard ·
8: Marloes Keetels (C) ·
9: Carlien Dirkse van den Heuvel ·
10: Kelly Jonker ·
11: Maria Verschoor ·
12: Lidewij Welten ·
13: Caia van Maasakker · 15: Frédérique Matla · 17: Ireen van den Assem · 18: Pien Sanders · 20: Laura Nunnink · 21: Lauren Stam · 22: Josine Koning (GK) · 23: Margot van Geffen · Coach: Alyson Annan

}}
{{Navigatie
| naam = Navigatie selectie hockeyploeg vrouwen 2018 wereldkampioenschap
| titel = 0 Nederlandse hockeyselectie vrouwen – WK 2018 - 1e plaats 0
| afb_links = 
| afb_rechts = 
| inhoud = 
1: Anne Veenendaal (GK) ·
3: Sanne Koolen ·
4: Kitty van Male ·
5: Malou Pheninckx ·
6: Laurien Leurink ·
7: Xan de Waard ·
8: Marloes Keetels ·
9: Carlien Dirkse van den Heuvel (C) ·
10: Kelly Jonker ·
12: Lidewij Welten ·
13: Caia van Maasakker · 15: Frédérique Matla · 17: Ireen van den Assem · 20: Laura Nunnink · 21: Lauren Stam · 22: Josine Koning (GK) · 23: Margot van Geffen · 24: Eva de Goede · Coach: Alyson Annan

}}
{{Navigatie
| naam = Navigatie selectie hockeyploeg vrouwen 2019 Europees kampioenschap
| titel = 0 Nederlandse hockeyselectie vrouwen – EK 2019 - 1e plaats 0
| afb_links = 
| afb_rechts = 
| inhoud = 
1: Anne Veenendaal (GK) ·
3: Sanne Koolen ·
5: Malou Pheninckx ·
6: Laurien Leurink ·
7: Xan de Waard ·
8: Marloes Keetels ·
10: Kelly Jonker ·
11: Maria Verschoor ·
12: Lidewij Welten ·
13: Caia van Maasakker ·
15: Frédérique Matla · 17: Ireen van den Assem · 19: Marijn Veen · 20: Laura Nunnink · 21: Lauren Stam · 22: Josine Koning (GK) · 23: Margot van Geffen · 24: Eva de Goede (C) · Coach: Alyson Annan

}}
Felice Albers · 
Margot van Geffen ·  
Eva de Goede · 
Marloes Keetels · 
Josine Koning · 
Sanne Koolen · 
Laurien Leurink · 
Caia van Maasakker · 
Frédérique Matla ·  
Laura Nunnink · 
Malou Pheninckx · 
Pien Sanders ·  
Lauren Stam · 
Maria Verschoor · 
Xan de Waard · 
Lidewij Welten · 
Coach: Alyson Annan
{{Navigatie
| naam = Navigatie selectie hockeyploeg vrouwen 2021 Europees kampioenschap
| titel = 0 Nederlandse hockeyselectie vrouwen – EK 2021 - 1e plaats 0
| afb_links = 
| afb_rechts = 
| inhoud = 
1: Anne Veenendaal (GK) ·
3: Sanne Koolen ·
5: Malou Pheninckx ·
6: Laurien Leurink ·
8: Marloes Keetels ·
11: Maria Verschoor ·
13: Caia van Maasakker ·
15: Frédérique Matla ·
18: Pien Sanders ·
20: Laura Nunnink ·
21: Lauren Stam · 22: Josine Koning (GK) · 23: Margot van Geffen · 24: Eva de Goede (C) · 29: Stella van Gils · 33: Ilse Kappelle · 34: Pien Dicke · 35: Felice Albers · Coach: Alyson Annan

}}
{{Navigatie
| naam = Navigatie selectie hockeyploeg vrouwen 2022 wereldkampioenschap
| titel = 0 Nederlandse hockeyselectie vrouwen – WK 2022 - 1e plaats 0
| afb_links = 
| afb_rechts = 
| inhoud = 
1: Anne Veenendaal (GK) ·
3: Sanne Koolen ·
4: Freeke Moes ·
6: Laurien Leurink ·
7: Xan de Waard (C) ·
8: Marloes Keetels (C) ·
10: Felice Albers ·
11: Maria Verschoor ·
12: Lidewij Welten ·
15: Frédérique Matla ·
18: Pien Sanders (C) · 20: Laura Nunnink · 22: Josine Koning (GK) · 23: Margot van Geffen · 24: Eva de Goede · 26: Joosje Burg (R) · 27: Renée van Laarhoven · 31: Sabine Plönissen · 33: Yibbi Jansen · 38: Lisa Post (R) · Coach: Jamilon Mülders

}}
Felice Albers · 
Joosje Burg · 
Pien Dicke · 
Luna Fokke · 
Margot van Geffen · 
Yibbi Jansen · 
Josine Koning · 
Sanne Koolen · 
Renée van Laarhoven · 
Frédérique Matla · 
Freeke Moes · 
Laura Nunnink · 
Lisa Post · 
Pien Sanders · 
Marijn Veen · 
Anne Veenendaal · 
Maria Verschoor · 
Xan de Waard · 
Coach: Paul van Ass
Felice Albers ·  
Joosje Burg  ·  
Pien Dicke ·  
Luna Fokke ·  
Yibbi Jansen ·  
Marleen Jochems ·  
Sanne Koolen ·  
Renée van Laarhoven ·  
Frédérique Matla ·  
Freeke Moes ·  
Laura Nunnink ·  
Lisa Post ·  
Pien Sanders ·  
Marijn Veen ·  
Anne Veenendaal (K) ·  
Maria Verschoor ·  
Xan de Waard  ·  
Coach: Paul van Ass